# Gaultheria reticulata
Gaultheria reticulata es una especie de arbusto perteneciente a la familia Ericaceae. Es utilizada dentro del sistema de salud tradicional desarrollado por los pueblos originarios de los Andes.

## Descripción
Es un arbusto andino que crece hasta los 30 cm con flor blanca que crece en forma de campana y hojas elípticas aserradas de 1,5 a 5,5 cm y 1 a 2 cm de ancho. Planta erecta con tallos y hojas glabros.

## Distribución y hábitat
Se distribuye en el oeste de Sudamérica, en matorrales arriba de los 3000 metros en Bolivia, Ecuador y Perú.

## Taxonomía
Gaultheria reticulata fue descrita científicamente por el naturalista y botánico alemán Carl Sigismund Kunth (abrev.: Kunth) y publicada en 1818 en Nova Genera et Species Plantarum (cuarta ed.) 3: 284.

### Etimología
- Gaultheria: nombre otorgado por el escandinavo Pehr Kalm en 1748 en honor de Jean François Gaultier de Quebec.[6]
- reticulata: epíteto latino de reticulatus que significa "reticulado, con forma de red".[7]

### Sinonimia
- Brossaea glabra, (DC.) Kuntze, 1891[8]
- Brossaea reticulata,  (Kunth) Kuntze, 1891[9]
- Gaultheria glabra, DC., 1839[10]
- Gaultheria glabra fo. brachyphylla, Herzog, 1915[11]
- Gaultheria glabra var. caracasana, Regel, 1873[12]

## Nombres comunes
- Toromaique, Toro Maique, Toromaike, Maique, Maque Candela, Toro Maique Amarillo, Toro Maique Verde, Gavilán Maique Amarillo, Gavilán Maique Verde[2]

## Importancia económica y cultural
Su importancia se encuentra en sus propiedades medicinales y mágicas: purgativas, protectoras y cicatrizantes. Se utiliza en vía oral, vía tópica, como seguro e incienso.

### Aplicaciones terapéuticas y mágicas en la medicina tradicional
- Purgante (forma oral): utilizar las hojas secas. Hervir 3 g de hojas molidas en 1 taza de agua y tomar una vez al mes en la mañana antes del desayuno.[14]
- Protección del paciente (seguro): utilizar la planta entera fresca. Añadir 10 g de material de la planta a Hierba de la Plata, Hierba de la Fortuna (Valeriana microphylla), Hierba del Oro (Rockhausenia villosa), Carpintero (Jamesonia goudotii), Chupa Flor (Xyris subulata), Señorita (Rockhausenia nubigena), Cóndores (Huperzia crassa y Huperzia kuesteri), Trenzadilla, Agua Florida, Perfume Tabú, Zumo de Lima, Agua Bendita y Azúcar. Poner todos los ingredientes en una botella.[14]
- Protección de la casa (incienso): utilizar la planta entera fresca. Sahumar la casa de derecha a izquierda como se necesita.[14]